# Battaglia di Cheronea (86 a.C.)
La battaglia di Cheronea (in latino Chaeronea; in greco antico: Χαιρώνεια?, Chairóneia) si svolse in Beozia nell'86 a.C., e vide contrapposti l'esercito romano, sotto la guida del proconsole Lucio Cornelio Silla, e l'esercito del re del Ponto Mitridate VI, cui erano a capo i comandanti Archelao e Tassile. Nello scontro le cinque legioni del comandante romano e i loro alleati greci e macedoni (pari a circa 40 000 soldati) ebbero la meglio su 120 000 armati pontici. L'esito vittorioso della battaglia per le armate romane fu dovuto secondo lo storico moderno Giovanni Brizzi alla decisione di Silla di costituire e impiegare opportunamente una «riserva» tattica durante la battaglia.

## Contesto storico
L'espansionismo da parte di Mitridate era iniziata verso la fine dell'89 a.C., con due vittorie sulle forze prima del re di Bitinia, Nicomede IV e poi contro lo stesso Manio Aquilio, a capo della delegazione e dell'esercito romano in Asia Minore. L'anno successivo Mitridate decise di continuare nel suo progetto di occupazione dell'intera penisola anatolica, ripartendo dalla Frigia. La sua avanzata proseguì, passando dalla Frigia alla Misia, e toccando quelle parti di Asia che erano state recentemente acquisite dai Romani. Poi mandò i suoi ufficiali per le province adiacenti, sottomettendo la Licia, la Panfilia, ed il resto della Ionia.
A Laodicea sul fiume Lico, dove la città stava ancora resistendo, grazie al contributo del proconsole Quinto Oppio, Mitridate fece questo annuncio sotto le mura della città:
(Appiano, Guerre mitridatiche, 20.)
Dopo questo annuncio, gli abitanti di Laodicea lasciarono liberi i mercenari, ed inviarono Oppio con i suoi littori a Mitridate, il quale però decise di risparmiare il generale romano.
Non molto tempo dopo Mitridate riuscì a catturare anche Manio Aquilio, che egli riteneva il principale responsabile di questa guerra e lo uccise barbaramente.
Sembra che a questo punto, la maggior parte delle città della Asia si arresero al conquistatore pontico, accogliendolo come un liberatore dalle popolazioni locali, stanche del malgoverno romano, identificato da molti nella ristretta cerchia dei pubblicani. Rodi, invece, rimase fedele a Roma.
Non appena queste notizie giunsero a Roma, il Senato emise una solenne dichiarazione di guerra contro il re del Ponto, seppure nell'Urbe vi fossero gravi dissensi tra le due principali fazioni interne alla Res publica (degli Optimates e dei Populares) ed una guerra sociale non fosse stata del tutto condotta a termine. Si procedette, quindi, a decretare a quale dei due consoli sarebbe spettato il governo della provincia d'Asia, e questa toccò in sorte a Lucio Cornelio Silla.
Mitridate, preso possesso della maggior parte dell'Asia Minore, dispose che tutti coloro, liberi o meno, che parlavano una lingua italica, fossero trucidati, non solo quindi i pochi soldati romani rimasti a presidio delle guarnigioni locali. 80 000 tra cittadini romani e non, furono massacrati nelle due ex-province romane d'Asia e Cilicia (episodio noto come Vespri asiatici).
La situazione precipitò ulteriormente, quando a seguito delle ribellioni nella provincia asiatica, insorse anche l'Acaia. Il governo della stessa Atene, fu rovesciato da un certo Aristione, che poi si dimostrò a favore di Mitridate, meritandosi dallo stesso il titolo di amico. Il re del Ponto appariva ai loro occhi come un liberatore della grecità, quasi fosse un nuovo Alessandro Magno.
Nel corso dell'inverno dell'88/87 a.C. infatti, la flotta pontica, sotto la guida dell'ammiraglio Archelao, invadeva Delo (che si era ribellata ad Atene) e restituiva tutte le sue roccaforti agli Ateniesi. In questo modo Mitridate portò a sé stesso nuove alleanze oltre che tra gli Achei, anche tra Lacedemoni e Beoti (tranne la città di Thespiae, che fu subito dopo stretta d'assedio). Allo stesso tempo, Metrofane, che era stato inviato da Mitridate con un altro esercito, devastò i territori dell'Eubea, oltre alle zone attorno a Demetriade e Magnesia, che si erano rifiutate di seguire il re del Ponto. Il grosso delle armate romane non poté però intervenire in Acaia, se non ad anno inoltrato, a causa dei difficili scontri interni tra la fazione dei populares, capitanate da Gaio Mario, e quella degli optimates, condotta da Lucio Cornelio Silla. Alla fine ebbe la meglio quest'ultimo, il quale ottenne che venisse affidata a lui la conduzione della guerra contro il re del Ponto.
Mentre Silla stava ancora addestrando ed arruolando l'esercito per recarsi in Oriente a combattere Mitridate VI, Gaio Mario, avendo ancora l'ambizione di essere lui stesso a guidare l'esercito romano contro il re del Ponto, era riuscito a convincere il tribuno Publio Sulpicio Rufo a convocare una seduta straordinaria del Senato per annullare la precedente decisione di affidare il comando a Silla. Quest'ultimo, appresa la notizia, prese una decisione grave e senza precedenti: scelse le 6 legioni a lui più fedeli e, alla loro testa, si diresse verso Roma stessa. Nessun generale, in precedenza, aveva mai osato violare con l'esercito il perimetro della città (il cosiddetto pomerio). Egli, dopo avere preso opportuni provvedimenti compiendo una prima strage dei suoi oppositori, tornò a Capua, pronto ad imbarcarsi con l'esercito per l'imminente campagna militare e passò quindi in Grecia con 5 legioni.

### Antefatto
Caduta Atene nel marzo dell'86 a.C., e poco dopo il vicino porto del Pireo, il generale romano vendicò l'eccidio asiatico di Mitridate, compiuto su Italici e cittadini romani, compiendo un'autentica strage nella capitale achea:
(Appiano, Guerre mitridatiche, 38.)
Silla proibì, invece, l'incendio della città, ma permise ai suoi legionari di saccheggiarla. In molte case trovarono carne umana, ultima fonte di nutrimento per i cittadini. Il giorno seguente il comandante romano vendette il resto della popolazione come schiavi. Ai liberti che erano sfuggiti alla strage della notte precedente in un numero molto ridotto, promise la libertà, ma tolse loro il diritto di elettori, poiché gli avevano fatto la guerra. Le stesse condizioni furono quindi estese alla loro prole.
Questo fu il risultato finale degli orrori che furono compiuti ad Atene. Silla pose, quindi, una serie di posti di guardia intorno all'Acropoli, costringendo più tardi lo stesso Aristione e le poche milizie a sua disposizione ad arrendersi per fame. Il generale romano, infine, stabilì la pena di morte per il tiranno greco e per tutti quelli che, avendone l'autorità o lo status di cittadino romano, si erano ribellati alle leggi provinciali romane. Silla, al contrario, perdonò tutti coloro verso cui le leggi romane, in precedenza, non erano state applicate. Chiese poi, come risarcimento del danno di guerra, circa venti chili di oro e 600 libbre d'argento, prelevandole dal tesoro dell'Acropoli.
Poco dopo fu la volta del porto di Atene del Pireo. Appiano di Alessandria ci racconta che:
(Appiano, Guerre mitridatiche, 40.)
Da qui Archelao decise di fuggire in Tessaglia, attraverso la Beozia, dove portò ciò che era rimasto della sua iniziale armata, radunandosi presso le Termopili con quella del generale di origine tracia, Dromichete (o Tassile secondo Plutarco).

## Forze in campo

### Romani e loroalleati
Le armate romane messe in campo da Silla nell'87 a.C. ammontavano a 5 legioni romane (pari a circa 20 000 soldati), composte da circa 4 000 armati ciascuna. A questi andavano ad aggiungersi alleati greci e macedoni, per un totale complessivo di altri 20 000 armati, pari ad ⅓ del numero totale dei nemici. Sembra che un altro contingente romano si sia unito al proconsole romano proveniente dalla Tessaglia, e sotto la guida di un certo Ortensio, da identificarsi forse con l'oratore Quinto Ortensio Ortalo.

### Pontici e loroalleati
L'armata del re del Ponto sembra fosse molto consistente, almeno nel numero. Plutarco narra di una forza proveniente dalla Macedonia di circa 100 000 fanti e 10 000 cavalieri (oltre a 90 carri con falci), sotto la guida di un certo Tassile, a cui si unì Archelao, dopo la sconfitta subita nell'assedio di Atene. Appiano di Alessandria stima un totale di 120 000 armati totali.

## Fasi degli scontri

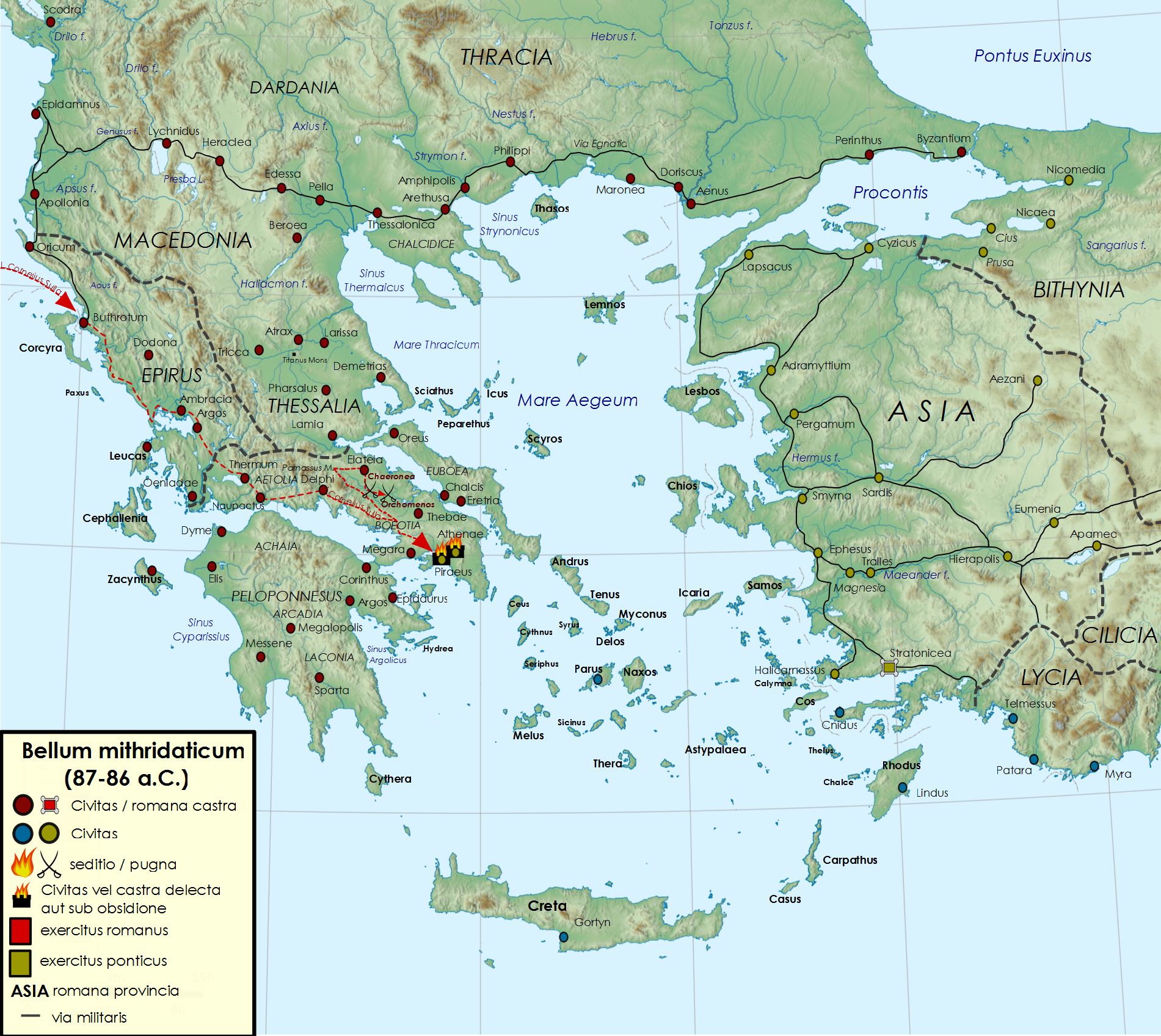
Il terzo e quarto anno di guerra (87-86 a.C.) della prima guerra mitridatica: la controffensiva romana.

Il generale romano decise quindi di inseguire il nemico, muovendo verso la Beozia, come ci racconta Appiano di Alessandria, mentre un altro contingente romano, proveniente dalla Tessaglia, cercava di unirsi a lui, sotto la guida di un certo Ortensio:
(Plutarco, Vita di Silla, 15, 3-4.)

### Inseguimento di Silla
I Romani, che erano così riusciti a riunire le loro forze in vista dell'imminente scontro tra le due armate, occuparono una collina che si trovava nel mezzo della pianura di Elateia, fittamente coltivata con alberi, ed alimentata da un piccolo fiume alla sua base, chiamato Philoboetus. E mentre Silla si era accampato, i Romani apparivano al nemico pontico in numero assai ridotto, stimando che il proconsole romano potesse disporre di soli 1 500 cavalieri e meno di 15 000 fanti. Per questi motivi i generali di Archelao incitarono il loro comandante a dare battaglia, riempiendo la pianura con i loro cavalli, carri e fanti. Ma Silla non abboccò, poiché giudicava questa situazione non a lui sufficientemente favorevole per battere il nemico e comunque le armate romane ne sembravano intimorite per l'ostentazione delle truppe pontiche.
(Appiano, Guerre mitridatiche, 42.)
(Plutarco, Vita di Silla, 16, 2-3.)
In una situazione di stallo come questa, le truppe mitridatiche nel gran disordine della loro moltitudine e del numero dei comandi, si dimostravano poco obbedienti ai loro generali, tanto che pochi acconsentirono di rimanere tra i loro trinceramenti, mentre la maggior parte decise di depredare e saccheggiare i territori circostanti, spargendosi addirittura fino a molti giorni di marcia dal loro accampamento. Si dice che distrussero la città di Panope e di Lebadea insieme al suo oracolo, sebbene nessuno dei loro generali avesse loro ordinato di farlo.
(Plutarco, Vita di Silla, 16, 5-7.)

### Verso lo scontro finale
(Appiano, Guerre mitridatiche, 42.)

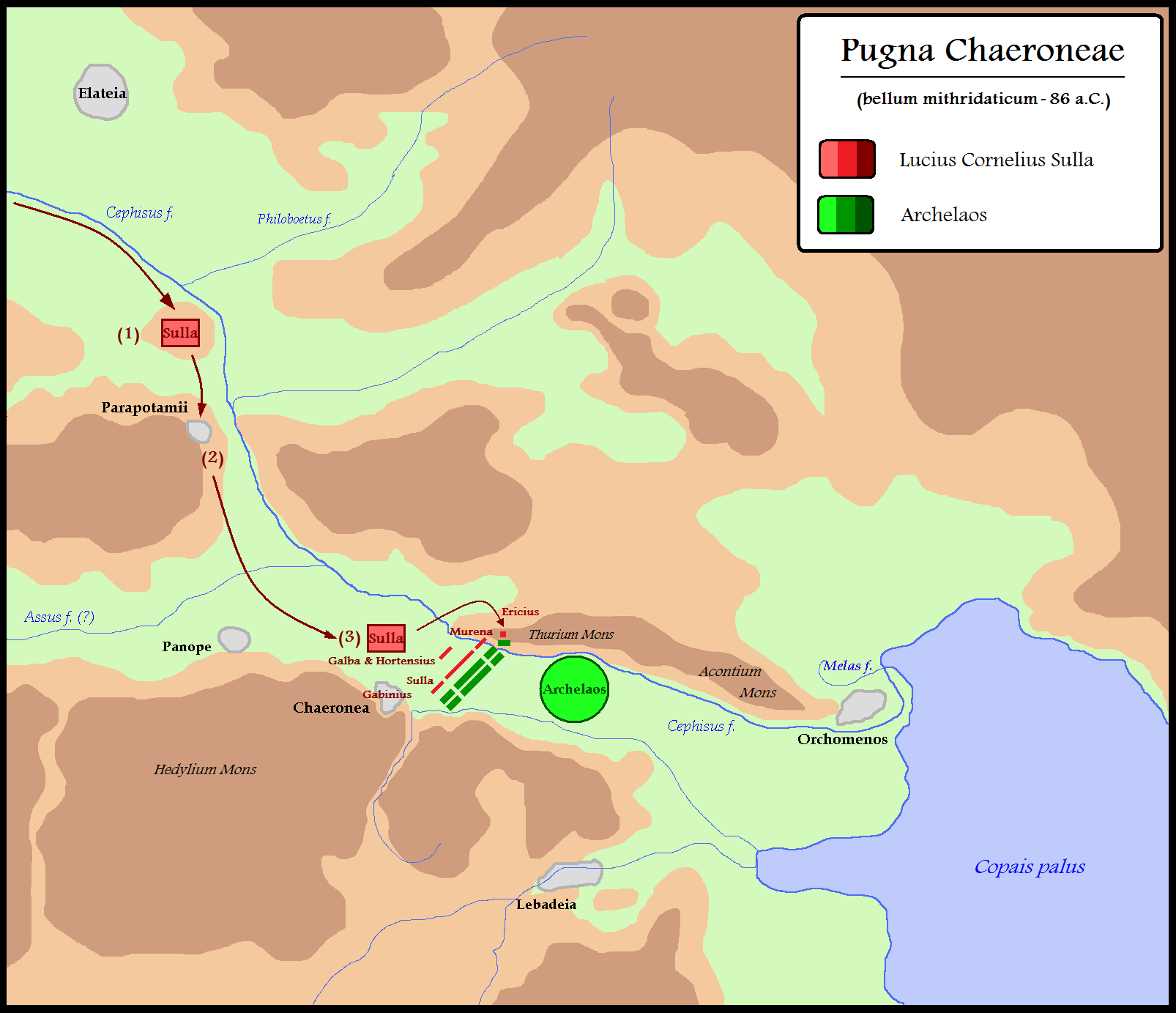
Mappa dei movimenti delle armate romane, prima e durante la battaglia combattuta presso Cheronea.

Una volta che le forze di Archelao furono respinte dalle rovine dell'acropoli di Parapotamos, il generale delle forze mitridatiche decise di proseguire per Cheronea al fine di occupare questa città, ma gli abitanti di Cheronea, che si trovavano nelle file degli alleati di Silla, pregarono il proconsole romano di non abbandonare le loro famiglie al loro destino. Silla dispose così di inviare Aulo Gabinio, uno dei suoi tribuni, insieme ad una legione ed agli alleati di Cheronea a salvare la città. E così, narra Plutarco, che la sua città natale fu salvata dal pericolo di un saccheggio da parte delle truppe mitridatiche.
Silla, dopo aver superato il fiume Assus, avanzò fino ai piedi del monte Hedylium, accampandosi di fronte ad Archelao, che aveva posto i suoi accampamenti tra i monti Acontium e Hedylium, in località detta Assia, tanto che il luogo in cui si accampò, fu in seguito chiamato Archelao. Dopo una giornata di tregua, Silla decise di lasciare Murena come riserva con una legione e due coorti, per ostacolare il nemico in caso di attacco alle spalle, mentre egli stesso fece sacrifici nei pressi della riva del fiume Cefisus, ed a riti ultimati si mise in marcia per Cheronea. Era intenzione di Silla, sia raccogliere le forze che stazionavano presso questa cittadina, sia fare una perlustrazione presso la postazione di Thurium, occupata dal nemico.
(Appiano, Guerre mitridatiche, 42.)
Come Silla raggiunse Cheronea, il tribuno che aveva inviato a difendere la città con i suoi uomini, venne incontro al proconsole, portandogli una corona di alloro e due cittadini del posto, tali Omoloico e Anassidamo. I due promisero al generale romano che avrebbero preso possesso del colle vicino, chiamato Thurium, cacciandovi il nemico che lì si era appostato, qualora avessero potuto condurre con loro un gruppo di soldati romani, attraverso un sentiero poco conosciuto. Questo sentiero conduceva dal Petrachus attraverso una località chiamata Museo, fino alla cima del monte Thurium, sopra le teste delle truppe mitridatiche. Silla, sentito il parere favorevole di Gabinio, acconsentì ed affidò ai due cheronei un contingente di soldati romani sotto il comando del tribuno Ericio, che poco dopo raggiunse la cima del colle.

### La battaglia
Da qui i Romani cominciarono a lanciare dall'alto numerose pietre sopra il nemico, costringendo così le truppe mitridatiche a fuggire verso la vicina pianura per unirsi al grosso delle truppe di Archelao. I morti delle truppe pontiche furono tremila, incalzati anche dall'accorrente ala sinistra romana, comandata da Murena, che li attendeva a valle. Il peggio però doveva ancora arrivare.
Silla, nel frattempo aveva provveduto a schierare l'esercito, ponendo alle ali la cavalleria, prendendo egli stesso il comando della parte destra, mentre assegnava la sinistra a Murena. Gli altri suoi luogotenenti, Galba e Ortensio, con alcune coorti di riserva, furono inviati sulle alture alle spalle, per difendersi contro un eventuale accerchiamento. Si poteva vedere come il nemico avesse costituito le sue ali con abbondante cavalleria e fanteria leggera. Evidentemente il fatto di renderle così flessibili ed agili poteva solo significare che le truppe mitridatiche avevano intenzione di allargare lo schieramento ed accerchiare i Romani.

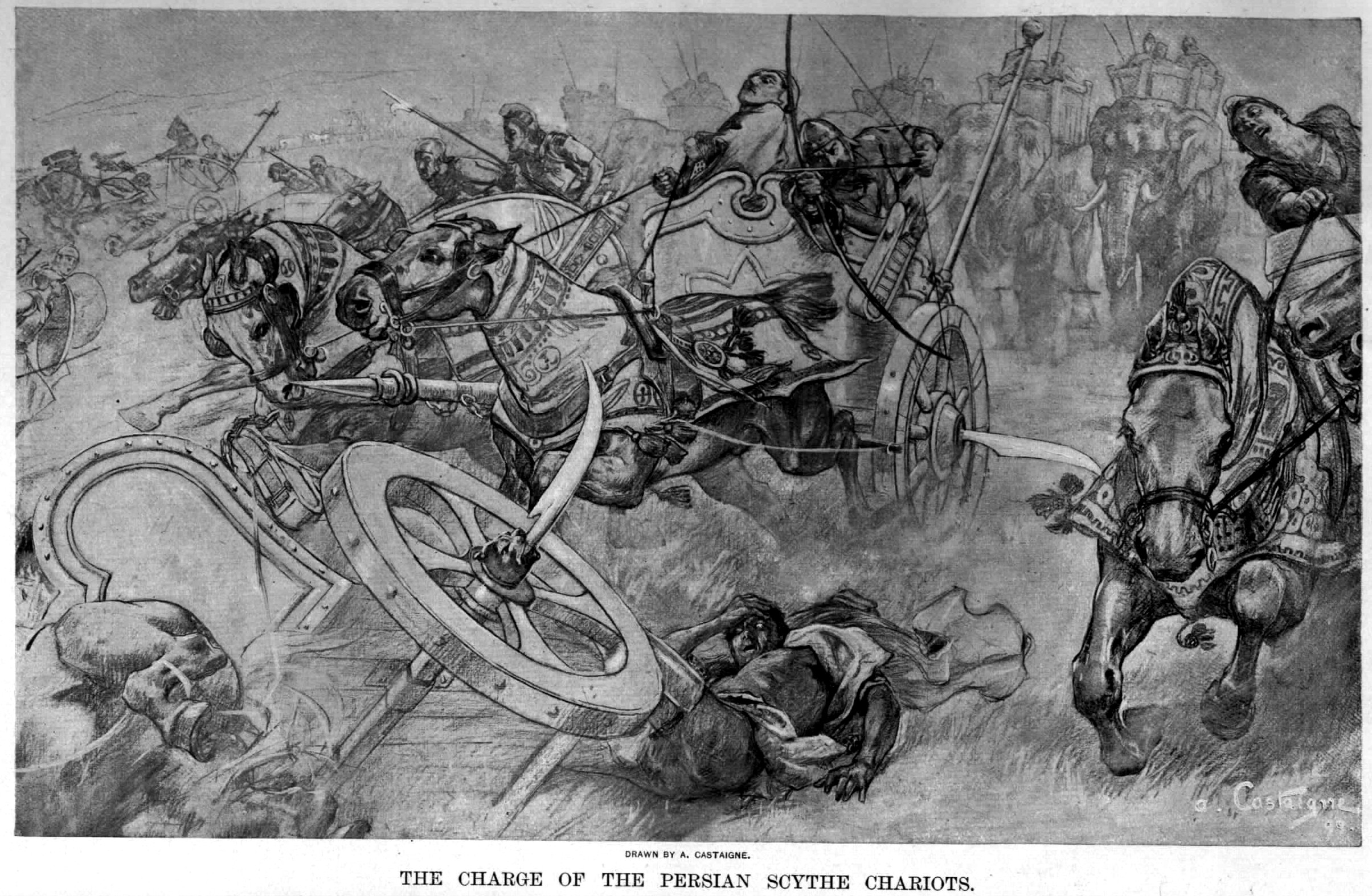
Una carica di carri falcati tipica dell'epoca delle guerre mitridatiche.

La carica improvvisa di Ericio dall'alto del monte Thurium e quella dell'ala sinistra romana sotto il comando di Murena, avevano non solo portato scompiglio tra le truppe mitridatiche appostate sull'alto della collina, ma soprattutto la loro "entrata in scena" tanto improvvisa, generò terrore tra le truppe di Archelao, tanto da far credere a Plutarco fosse una delle principali cause della sconfitta finale. Archelao, che si trovava nei pressi delle rocce ed era da queste coperto, non poteva, per di più, dispiegare l'intero suo esercito in battaglia in quella posizione, a causa del terreno a lui non favorevole, tanto che un'eventuale fuga sarebbe risultata negativa ed ostacolata proprio dalle rocce. Per questo motivo, Silla ritenne che l'avanzata improvvisa sarebbe risultata a lui più favorevole a combattere, non permettendo alla superiorità numerica del nemico di approfittarne. E così il proconsole romano sferrò l'attacco con grande rapidità, mentre le truppe nemiche erano in disordine ed in parte ancora all'interno del grande accampamento.
(Appiano, Guerre mitridatiche, 42.)
(Plutarco, Vita di Silla, 18, 2-4.)

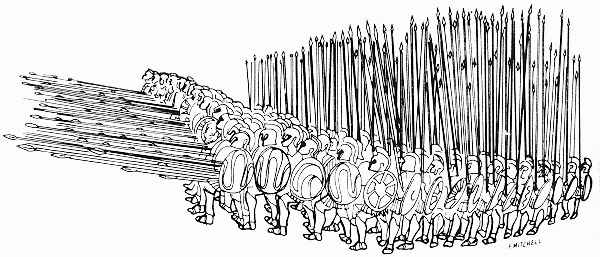
Un'illustrazione raffigurante una formazione a falange di tipo ellenistico.

Plutarco racconta che la prima linea nemica era costituita da 15 000 schiavi, a cui i generali avevano concesso la libertà, distribuendoli tra gli opliti e che i legionari romani respinsero e misero in fuga "con coraggio sovrumano", grazie anche ad una "pioggia di proiettili incendiari" e giavellotti lanciati dalla seconda linea romana. Archelao allora tentò di accerchiare lo schieramento di Silla, allungando in fuori la sua ala destra, ma Ortensio intervenne con la "riserva" delle sue coorti e frenò l'impeto del generale di Mitridate. Quest'ultimo fece allora compiere una conversione repentina a 2 000 cavalieri, tanto da spingere Ortensio e le sue truppe contro i monti a difendersi, perdendo così contatto con l'armata principale romana e risultando circondato.
(Appiano, Guerre mitridatiche, 43.)
Allora Silla, venuto a conoscenza di ciò, provò a lanciarsi in suo aiuto dall'ala destra con una parte della cavalleria, ma Archelao avendo notato questa mossa, per gli stendardi del proconsole in movimento e per l'enorme polverone sollevato, si lanciò contro la parte destra romana, immaginando di non trovare più il loro comandante. Frattanto Tassile attaccava Murena all'ala sinistra. E così Silla si fermò, incerto su dove fosse più urgente prestare il suo aiuto, decidendo di riprendere il suo posto, ed inviando Ortensio con quattro coorti (che si erano liberate frattanto dalla morsa di Archelao) ad aiutare Murena, mentre egli stesso, con una quinta ed sesta coorte a seguire (che aveva tenuto di riserva), si affrettò a raggiungere l' ala destra. Quest'ultima si era già scontrata da sola e coraggiosamente contro Archelao, tenendogli testa, e come apparve Silla, il nemico fu travolto ovunque, ed i Romani ormai padroni della situazione, li inseguirono fino al fiume ed al monte Acontium. Ma Silla non si dimenticò che Murena era ancora in pericolo, e partì in soccorso dell'ala sinistra, trovandoli però anch'essi vittoriosi, unendosi anche lui all'inseguimento dei nemici. Appiano racconta che:
(Appiano, Guerre mitridatiche, 44.)
Molte delle truppe mitridatiche furono uccise nella pianura, in numero maggiore coloro che cercavano di raggiungere il loro accampamento. Sembra infatti che caddero, secondo Tito Livio, ben 100 000/110 000 armati dell'esercito di Mitridate, rimanendone in vita solo 10 000. Al contrario i Romani caduti furono solo 12 secondo lo stesso Silla, o 13 secondo il racconto di Appiano.
E proprio nel corso di questa battaglia che lo storico Giovanni Brizzi ricorda l'istituzione della "riserva" tattica nelle file dell'esercito romano, grazie a Lucio Cornelio Silla. Si racconta infatti che l'ala sinistra dello schieramento romano, comandato da Lucio Licinio Murena, fu salvato grazie all'intervento di questa "riserva" comandata dai legati Quinto Ortensio Ortalo e Galba. In alternativa l'esito finale della battaglia poteva essere ben diverso.

## Conseguenze
Al termine della battaglia, Silla fece innalzare un trofeo con le armi dei vinti (che in parte bruciò) ed iscrivere sullo stesso i nomi di Marte, Venere e Vittoria, nella convinzione che il suo successo nella guerra era dovuto sia alla buona fortuna (da cui il soprannome di Felix), sia all'abilità e forza militare. Questo trofeo della battaglia fu posto nella piana, nel punto in cui le truppe di Archelao cominciarono per prime ad indietreggiare, e cioè nei pressi del torrente Molus, un altro trofeo fu invece piantato sulla cresta del monte Thurium, per commemorare lì l'aggiramento dei barbari, e reca una scritta con i nomi de due eroi greci di Omoloico e Anassidamo. La festa in onore di questa vittoria fu celebrata da Silla a Tebe, dove egli predispose un palco vicino alla fontana di Edipo e chiamò a far da giudici, molti Elleni provenienti da altre città, dato che verso i Tebani era irrimediabilmente ostile, tanto da sottrarre loro metà del territorio.
Dopo questa prima vittoria, le armate romane inseguirono quelle mitridatiche di Archelao che si erano dirette inizialmente all'isola di Zacinto, senza riuscire però ad occuparla, per poi rientrare a Calcide. Poco dopo Silla, infatti, ottenne una nuova devastante vittoria contro gli eserciti mitridatici presso Orcomeno, poco distante da Cheronea, dove annientarono altri 80 000 armati del re del Ponto.